# Pavement
Pavement is een Amerikaanse indierockband die in 1989 werd opgericht in Stockton (Californië). Voor het grootste deel van hun elf jaar actieve opnameperiode bestond de groep uit Stephen Malkmus (zang en gitaar), Scott Kannberg (gitaar en zang), Mark Ibold (bas), Steve West (drums) en Bob Nastanovich (percussie en zang). Opgestart zonder ambitie en in volledige obscuriteit door Malkmus en Kannberg, leidde onverwachte undergroundaandacht hen geleidelijk van het een naar het ander. Het opnemen van een eerste 7"-ep leidde tot het vinden van een drummer, een platencontract, verdere opnames, een eerste tour, een eerste album, het vinden van een tweede drummer en een bassist, grotere en internationale tournees en meerdere platen. Hun sound evolueerde van experimentele lo-fi noise naar geleidelijk cleanere, maar daarom niet minder eigenzinnige indierock. Ze namen tussen 1989 en 1999 vijf albums, zes ep's en veertien singles op. In 1999 gingen ze met enige bitterheid uit elkaar omdat Stephen Malkmus zich op andere projecten wilde richten. In 2010 ondernamen ze een goed ontvangen internationale reünietournee. In 2022 volgde een tweede reünie.
Hoewel ze in 1994 met de single Cut Your Hair kort de aandacht van de mainstream trokken, was Pavement vooral een succesvolle indierockband. In plaats van te tekenen bij een groot label, zoals veel van hun voorgangers uit de jaren tachtig hadden gedaan, bleven ze gedurende hun hele opnameperiode bij onafhankelijke labels, waaronder Drag City, Matador, Domino Records en Flying Nun. Ze zijn vaak beschreven als een van de meest invloedrijke bands uit de Amerikaanse underground van de jaren negentig. Sommige prominente muziekcritici, zoals Robert Christgau en Stephen Thomas Erlewine, noemden hen de beste band van de jaren negentig. Ze hebben de status van een populaire cultband bereikt.

## Geschiedenis

### Eind jaren 80–1992: Ontstaan enSlanted and Enchanted
Stephen Malkmus werd geboren in Los Angeles en verhuisde naar Stockton toen hij 8 of 9 jaar was. Malkmus en Scott Kannberg woonden in dezelfde wijk en zaten op dezelfde school, de Davis Elementary in Stockton. Ze ontmoetten elkaar rond de tijd dat ze in de derde klas zaten op een voetbalveld en werden vrienden als lid van het schoolvoetbalteam. Door de jaren groeiden ze nog meer naar elkaar toe vanwege hun gedeelde interesse voor muziek. Aanvankelijk betekende dit bands als Kiss en Rush. Maar al snel deelden ze een voorliefde voor outsider-genres als punk en hardcore, met name de toen ontluikende Amerikaanse DIY-scene, met bands als Black Flag, Dead Kennedys, D.O.A. en Circle Jerks, die hen op hun beurt aanmoedigde om muziekinstrumenten aan te schaffen en het zelf te proberen. Malkmus speelde vanaf zijn 16de bas in een hardcore band, The Straw Dogs, en vervolgens nog in een groep genaamd Crisis Alert. Hij verliet Stockton voor twee jaar om naar een private school te gaan in Santa Barbara. Toen hij daarvan terugkeerde en zijn oude vriend Kannberg weer vervoegde op Tokay High School bracht hij heel wat muzikale ontdekkingen van de vroege jaren tachtig met zich mee; bands als X en Devo. Kannberg pikte als tiener veel nieuwe muziek op van zijn neef Daryl. Deze nam cassettes van groepen als Devo, The Police en Elvis Costello mee naar de boerderij van hun grootmoeder in Montana, waar ze samen elke zomer doorbrachten.
Na het afstuderen trok Malkmus naar de universiteit van Virginia en Kannberg naar die van Arizona State. Kannberg had een groep in Arizona met zijn neef Daryl en verder nog Mike Pistrui als zanger. Hij bedacht de naam Pavement voor de groep en deed er één optreden mee op een feest in Arizona in 1987. Kort hierna gaf hij zijn studies op en keerde hij terug naar Stockton.
Eenmaal weer thuis werkte Kannberg een jaar in een platenzaak, waarna hij naar Sacramento trok om stedenbouw te studeren. Tijdens de vakanties startte hij met Malkmus en drummer Chuck Valpey een groep genaamd Bag o'Bones, die invloeden van R.E.M., de vroege New Order en Echo & the Bunnymen mengde.
Aan de universiteit van Virginia ontmoette Malkmus Bob Nastanovich. Het klikte meteen tussen hen. Ze speelden samen in een noiseband genaamd Ectoslavia (met ook David Berman van Silver Jews en James McNew van Yo La Tengo) en waren ook beiden dj's op het collegeradiostation WTJU van de universiteit. Onder de dj's werd de Engelse band The Fall verafgood. Gezamenlijke interesses van Nastanovich en Malkmus waren verder flipperen, sport en bier drinken. Het duo draaide allerlei muziekstijlen op de radio, waarbij Malkmus de voorkeur gaf aan de meest diverse stromingen binnen de rock terwijl Nastanovich meer van obscure artiesten hield. Meest gedraaid waren The Fall en Swell Maps. Malkmus had naast Ectoslavia ook nog een tweede band in Virginia genaamd Lake Speed. Tijdens de vakanties, wanneer Malkmus naar Stockton terugkeerde, wisselde hij muzikale ontdekkingen uit en jamde hij met Kannberg. Tegen de tijd dat ze hun instrumenten enigszins onder de knie hadden, was hun muzikale horizon nog verder uitgebreid met acts als The Replacements en The Clean.
Eind 1988 besloten ze om een ep te gaan opnemen om zo "deel uit te maken van de muziekgeschiedenis". Malkmus had enkele nummers en Kannberg had er enkele. De ambities waren bescheiden. Ze luisterden naar obscure bands als Chrome, Swell Maps en Television Personalities en beoogden enkel een obscuur singletje op de wereld los te laten. De band wilde bovendien bewust mysterieus overkomen. Geen foto's van de band op de hoezen en in de traditie van helden als Epic Soundtracks en Nikki Sudden (van Swell Maps) en Helios Creed en Damon Edge (van Chrome) identificeerden Malkmus en Kannberg zich op de eerste ep's als S.M. en Spiral Stairs.
De goedkoopste studio die ze konden vinden was van lokale oude hippie Gary Young, die thuis een opnamestudio had staan. 17 januari 1989 trokken ze zijn studio Louder Than You Think in waar ze in vier uur de nummers opnamen van de eerste 7"-ep Slay Tracks (1933-1969). Ervaren drummer Gary Young drumde ook op twee nummers van de ep, Box Elder en Price Yeah!. Op She Believes drumden twee drummers mee, Jeff Doyle en Kelly Hensley. De rest speelden Malkmus en Kannberg zelf. Studioeigenaar Young, wiens favoriete band Yes was, begreep de muziek van Pavement aanvankelijk niet. Hij vond het maar raar en het zou enkele jaren duren voor hij het doorhad.
Nadat de opname was voltooid, gaf Malkmus Kannberg de opdracht om de ep uit te brengen, terwijl hij, na het behalen van zijn diploma, op een reis naar delen van Europa, Noord-Afrika en het Midden-Oosten vertrok. Kannberg ontwierp de hoes van de ep en stuurde exemplaren naar verschillende onafhankelijke labels, distributeurs en muziektijdschriften. Hij herinnert zich: “Ik had geen idee hoe ik dat moest doen. Ik stuurde brieven naar mijn favoriete labels zoals SST en Twin Tone en vroeg, 'Hoe doe ik dit?'” Via SST kreeg hij een antwoord van Henry Rollins (van Black Flag) die hem aanraadde Erica Records te gebruiken, een fabrikant van 7"s in Los Angeles. En dus koos Kannberg Erica Records om Slay Tracks te produceren, maar hij was uiteindelijk niet gelukkig met de door het bedrijf geproduceerde masteropname: “Het klinkt zoals het nu klinkt. Het is nogal een puinhoop, maar omdat ik arm was en er niet echt om gaf, zei ik: 'Oké, da's ok als het zo klinkt... om het even...“ Slay Tracks werd geperst in een beperkte oplage van 1000 exemplaren, met een groene dinosaurusstempel op het label van de eerste 50 exemplaren. De tijdschriften waar Kannberg een exemplaar naar had verzonden waren lovend. De ep werd naar geïnteresseerde platenzaken in de Verenigde Staten, Engeland en daarbuiten gedistribueerd via Kannbergs eigen opgerichte Treble Kicker Records. Tijdens zijn rondreis door Europa hoorde Malkmus plots zijn eigen stem door de boxen van een platenzaak in Oostenrijk waar, zonder dat Kannberg het er rechtstreeks naar had verstuurd, een exemplaar van de ep terecht was gekomen.
Kort na de release werd Slay Tracks al een collector's item. Exemplaren werden verkocht voor 500 tot 600 dollar. Malkmus en Kannberg hielden elk 100 exemplaren van de ep. Malkmus hierover: “Ik verkocht ze voor vijftig dollar. Als ik geld nodig had, ging ik naar een platenzaak en verkocht er een paar en ze werden verkocht voor honderd dollar per stuk. Ik kom zelden iemand tegen die hem kocht toen hij oorspronkelijk uitkwam.” Malkmus zei ook dat het tweetal “waarschijnlijk ongeveer honderd stuks heeft weggegeven aan vrienden en bands waarmee we later op tournee gingen.” De nummers op Slay Tracks vonden airplay op verschillende collegeradiostations, waaronder WTJU van de Universiteit van Virginia en KALX van de Universiteit van Californië, Berkeley. De band had het relatieve succes van de ep niet verwacht; Kannberg zei later “Het was erg verrassend om mensen te vinden die van Slay Tracks hielden.”
Dan Koretzky, oprichter van het net opstartende platenlabel Drag City, bestelde 200 exemplaren van de ep voor de platenwinkel Reckless Records in Chicago waar hij toen werkte. Koretzky vroeg Kannberg of Pavement bij Drag City wilde tekenen tijdens hetzelfde telefoongesprek waarin hij de ep bestelde. Malkmus was toen nog steeds op reis in Europa waardoor Kannberg niet zeker was of er zelfs nog wel sprake was van een band. Uiteindelijk werd op 16 en 17 oktober 1989 een tweede ep opgenomen, opnieuw in de Louder Than You Think Studio van Gary Young. Voor de opnames hiervan werd een nieuwe drummer gebruikt, Jason Fawkes, waarmee Kannberg ondertussen een tweede groep was gestart. Maar na enkele nummers opgenomen te hebben, werd duidelijk dat Fawkes en Malkmus niet met elkaar overweg konden. Uiteindelijk drumde Fawkes enkel op het nummer Forklift van de ep. Op de andere nummers drumden Malkmus en Kannberg zelf. Malkmus beschreef Fawkes later als “die depressieve kerel die me misschien ooit zal vermoorden... Hij is erg competitief.” Demolition Plot J-7 tapte uit hetzelfde vat als de debuut-ep, maar het geluid van de groep werd verruimd door keyboards. Voor de release van de tweede ep werd er al een derde 10"-ep opgenomen, op 29 en 30 december 1989, ditmaal enkel door Malkmus, Kannberg en Young.
Slay Tracks kreeg begin 1990 onverwachte aandacht nadat The Wedding Present, een Engelse band, Box Elder coverde op hun ep Brassneck uit februari 1990. Hun bassist Keith Gregory was tijdens een bezoek aan New York aan Slay Tracks voorgesteld door de toekomstige bassist van Pavement, Mark Ibold. Gregory maakte even deel uit van de band Dustdevils waar Ibold in speelde. Bij de cover werd de regel "that I had to get the fuck out of this town" vervangen door "that I had to get right out of this town". De coverversie kreeg in januari en februari 1990 radio-airplay van de invloedrijke Britse dj John Peel. Pavement was niet om toestemming gevraagd of op de hoogte gesteld van de cover tot nadat het al op de Britse radio was gespeeld. Kannberg zei dat hij zich aanvankelijk "beledigd" voelde, maar zijn mening hierover veranderde later: "Het was zo cool dat een band uit het Verenigd Koninkrijk dit obscure, vreselijk opgenomen nummer wilde coveren. Op dat moment heb ik waarschijnlijk nooit de volle omvang ingeschat van hoe zij met hun cover Pavement hebben geholpen, vooral in het Verenigd Koninkrijk, maar dat deed het echt, en daar zal ik ze altijd dankbaar voor zijn." David Gedge, de zanger van The Wedding Present gaf de Britse dj John Peel vervolgens ook de ep van Pavement, met een berichtje dat hij vermoedde dat Peel deze goed zou vinden. Dat bleek ook het geval en John Peel werd al snel een van Pavements grootste fans. De eerste keer dat de versie van Pavement zelf door hem gedraaid werd was in maart 1990. Doordat Pavement in die tijd nog onbekend was, ging men ten onrechte geloven dat de opname van Pavement een cover van The Wedding Present was.
De "(1933-1969)" achteraan de titel Slay Tracks (1933-1969) had Malkmus overgenomen van een boek van Jorge Luis Borges getiteld The Aleph and Other Stories 1933-1969.
De tweede ep, Demolition Plot J-7, verscheen op Drag City in juni 1990. Kannberg ontwierp opnieuw de hoes. Wederom waren de recensies lovend en aan het eind van het jaar werd ze genoemd als vierde beste ep van 1990 in de Village Voice Pazz & Jop Critic's Poll.
De derde 10"-ep, Perfect Sound Forever, verscheen op Drag City records op 15 april 1991. De naam van de ep komt van een zin in Sony's reclamecampagne uit 1982 voor de eerste compact discs, die potentiële kopers verzekerde van het ultieme op het gebied van betrouwbaarheid en duurzaamheid.
Nastanovich was ondertussen, na het behalen van zijn diploma, buschauffeur geworden in New York en woonde samen met David Berman (van Silver Jews), die opzichter was in het Whitney Museum. Samen overtuigden ze Malkmus om naar Jersey City af te reizen, waar deze vervolgens ook aan het werk ging als opzichter in datzelfde museum. Daar opgepikte conversaties zouden op de erop volgende platen ook als tekstfragment gebruikt worden.
Hoewel de twee leden van Pavement nu aan weerszijden van de Verenigde Staten woonden, naderde het studioproject nu zijn publieke debuut. Enkele maanden na het afbreken van een eerste geplande tour en met enkel een eerste radio-optreden, op 14 december 1989 op het collegeradiostation KDVS-FM in Davis in California, achter de rug (met als bezetting Malkmus, Kannberg, en Fawkes), trok Pavement in 1990 voor het eerst op tournee. Ditmaal met een derde gitarist, Rob Chamberlin (die ook al in Ectoslavia had meegespeeld en die na de eerste tour naar een andere band, genaamd Sugartime, zou vertrekken). Ze oefenden 3 of 4 dagen in het huis van Gary Young zijn ouders in Mamaroneck om vervolgens in de stationwagen van Bob Nastanovich op tournee te trekken. Vanaf de eerste show van die tour, in The Court Tavern in New Brunswick, New Jersey, kwamen ze erachter dat Gary een zware drinker was. Tijdens het voorprogramma van hun optreden in The Middle East in Boston liep hij compleet bezat een snijwonde aan zijn been op, tijdens een wilde hippiedans. Bob Nastanovich en Scott Kannberg namen de drums voor de volgende shows over. Enkel voor het optreden in New York in The Pyramid was Gary er weer bij. Het was oorspronkelijk niet het plan om Bob te laten drummen en ook niet dat de groep twee drummers nodig had. Maar door de tijdelijke afwezigheid van Gary, door Gary's door alcoholgebruik niet altijd betrouwbare drummen en misschien wel vooral omdat Bob zo'n goede vriend was, wilde Malkmus hem in de band.
Op 24 december 1990 en van 13 tot 20 januari 1991 namen Malkmus, Kannberg en Young Slanted and Enchanted op. Het plan was om meer een rockplaat te maken die "gemakkelijk te spelen was" en waarme ze konden touren. Bijna een jaar lang circuleerden er cassettes met een vroege versie van het album die de band naar platenlabels had gestuurd. Deze cassetteversie had een andere trackvolgorde en sommige nummers hadden een andere titel. De buzz rond de plaat ging als een lopend vuurtje rond. Ze werd door journalisten geprezen voor ze verschenen was. In augustus 1991 kwam een eerste single ervan uit, Summer Babe. Dit was hun laatste release op Drag City. Hierna ging de band over naar Matador Records voor de Verenigde Staten en Big Cat Records voor het Verenigd Koninkrijk.
Voor de tweede tour, in de zomer van 1991, trad Mark Ibold tot de band toe. Mark Ibold, toen ook nog lid van de New Yorkse band Dustdevils, was een fan van het eerste uur van de band geweest. Hij had hun eerste 7" gekocht op basis van hoe de hoes eruitzag. Hij had er vervolgens nog meerdere exemplaren van gekocht en hij had het optreden van de eerste tour in The Pyramid in New York bijgewoond. Malkmus en Ibold hadden elkaar ontmoet bij concerten in het New Yorkse clubcircuit.
Het debuutalbum, Slanted and Enchanted, werd uitgebracht op 20 april 1992. Invloeden van The Fall en The Velvet Underground wisselden zich af met die van undergroundbands als My Bloody Valentine en Dinosaur Jr. alsook die van Engelse post-punkbands. Veel van de nummers vertoonden een sterk gevoel voor melodie. De titel Slanted and Enchanted werd ontleend aan de titel van een cartoon gemaakt door Silver Jews frontman David Berman. De hoes werd gemaakt door die van een bestaand album, Ferrante & Teicher's Keyboard Kapers uit 1964, te bekladden. De plaat kreeg haast unaniem goede recensies. Hoofdzakelijk in Engeland maar ook in Europa nam het succes van Pavement toe. De eerste Engelse en Europese tournees volgden dan ook. Sinds de release is Slanted and Enchanted op vele best-of-lijsten van critici opgedoken en wordt het album vaak genoemd als een van de invloedrijkste indierockalbums van de jaren negentig. Als reactie op de vergelijking met zijn band The Fall noemde Mark E. Smith, de zanger van The Fall, Pavement enkele jaren later een "rip-off". en dat ze "geen origineel idee in hun hoofd hadden". Andere leden van The Fall zijn positiever geweest. In september 1992 tourde Pavement als voorprogramma van Sonic Youth door de Verenigde Staten. In november en december 1992 nam Sonic Youth hen mee als voorprogramma door Europa. Kim Gordon en Thurston Moore van Sonic Youth regisseerden videoclips met live footage van deze laatste tour voor respectievelijk de nummers Perfume-V en Here. In november 1992 bracht Pavement ook nog de ep Watery, Domestic uit. Deze betekende het debuut op plaat van Bob Nastanovich en Mark Ibold, op respectievelijk percussie en bas. Opnieuw werd voor de hoes een bestaande albumhoes "gesampled" door ze te bekladden, ditmaal het gelijknamige album van de groep Ambergris uit 1970. De titel was een verwijzing naar de biervoorkeur van Nastanovich, meer bepaald Amerikaanse biermerken met een laag alcoholgehalte.

### 1993–1994:Crooked Rain, Crooked Rain
Tijdens de Slanted and Enchanted-tour kwam Gary Youngs excentrieke gedrag weer naar boven; hij deelde kool en aardappelpuree uit aan fans bij de deur van de zaal, deed handstanden, viel dronken van zijn drumkruk en rende door de zaal terwijl de band speelde. De band begreep nog meer hoe ernstig het drankprobleem van Young was na die eerste paar en nu ook langere tournees van Pavement. Malkmus vertelde later aan het Amerikaanse tijdschrift Tape Op, "We wisten dat hij een hippie was en een beetje onbetrouwbaar, maar we wisten niet dat hij zo'n ernstig drankprobleem had. We ontdekten het tijdens die tour, omdat hij echt ziek werd van de zenuwen... Daarom liet ik Bob in de band... 'Hou de beat gaande als Gary flauwvalt.'" In 1993 probeerde Malkmus zonder succes enkele nummers op te nemen in Youngs studio. Later zei hij: "We wilden eigenlijk niet meer met hem opnemen, maar we waren te aardig om mensen te ontslaan of er zelfs maar echt over te praten... We probeerden daar op te nemen, maar het klonk niet goed. Hij had zijn studio niet klaar en hij was de hele tijd zat."
In 1993, aan het eind van een tournee door Australië, Japan en Europa, hield de groep een vergadering in een hotelkamer in Kopenhagen. Malkmus, Kannberg en Ibold zwegen terwijl Nastanovich, Young's beste vriend in die tijd, ruzie maakte met Young. Young stemde ermee in de band te verlaten. Hij werd vervangen door Steve West, die samen met Malkmus en David Berman (van Silver Jews) museumopzichter was geweest bij het Whitney Museum of American Art. Steve West werd zonder auditie aangenomen omdat Malkmus, net als bij Bob Nastanovich, het heel goed kon vinden met hem. Wests debuutoptreden met de groep was in 1993 op een festival van hun platenlabel Drag City in Chicago. Young zou stoppen met drinken in 1998.
Op 22 maart 1993 bracht Drag City het verzamelalbum Westing (By Musket and Sextant) uit dat de eerste drie ep's, de singleversie van Summer Babe, met de bijbehorende B-kantjes, en twee zeldzame nummers van op compilaties verzamelde. Ook dat jaar droeg de band bij aan het door de Red Hot Organization samengestelde AIDS-Benefiet Album No Alternative met hun nummer Unseen Power of the Picket Fence.
Pavements tweede album Crooked Rain, Crooked Rain werd in augustus en september van 1993 opgenomen in de Random Falls studio in New York. Bryce Goggin mixte ze. Het album zag de band evolueren naar een iets toegankelijker rockgeluid dan dat van hun meer lo-fi debuut. Ze klonk wat cleaner en dat had deels te maken met de nieuwe drummer en deels door het opnemen in een echte studio. Sommigen voorspelden dat het album de doorbraak van Pavement naar de mainstream zou betekenen. En tot op zekere hoogte was dat ook zo. De single Cut Your Hair genoot korte tijd airplay op alternatieve rock radiozenders en op MTV. Pavement speelde het nummer in The Tonight Show with Jay Leno. Daarnaast werd de video uitgezonden op Career Day, een aflevering uit seizoen vijf van Beavis and Butt-head, die het "buttwipe music" noemden en de spot dreven met de humor van de videoclip. Het nummer was ook kort te horen in de film A Very Brady Sequel. Het album verscheen op 14 februari 1994, weer op Matador Records(US) en Big Cat Reords(VK). Ondanks de toegenomen aandacht vergrootte Crooked Rain, Crooked Rain de cultstatus van Pavement en bevestigde deze hun status als tegendraadse undergroundband. Net als zijn voorganger kreeg het album heel positieve kritieken.
De tekst van een andere single van het album, Range Life, leverde kritiek op commerciële alternatieve rockbands als Smashing Pumpkins en Stone Temple Pilots. Malkmus heeft door de jaren heen benadrukt dat de zin luchtig bedoeld is en gezongen is vanuit het oogpunt van het ouder wordend hippiepersonage in het nummer. In latere live-versies van het nummer verving Malkmus Stone Temple Pilots door The Spice Girls, Counting Crows en anderen. Als reactie op het nummer zou de zanger van Smashing Pumpkins, Billy Corgan, geweigerd hebben om te spelen op het Lollapalooza festival van 1994 als Pavement er ook geboekt zou worden. Het rommelde nog enkele jaren daarna tussen Corgan en Malkmus in de pers.
Het instrumentale 5-4=Unity was een eerbetoon aan jazzpianist Dave Brubeck en diens Take Five. Brubeck had in Stockton gestudeerd. De Brubeck-stukken werden afgewisseld met flarden gitaar uit de intro en outro van “I Want You (She's So Heavy)” van The Beatles.
In juni 1994 namen Malkmus en Nastanovich samen met hun vriend David Berman onder de naam Silver Jews de plaat Starlite Walker op. Door de bekendheid van Pavement werd Silver Jews even als een zijproject van hen beschouwd maar eigenlijk ontstond Silver Jews ongeveer gelijktijdig met of zelfs iets eerder dan Pavement. De band evolueerde eigenlijk uit het noiseproject Ectoslavia.

### 1995–1997:Wowee ZoweeenBrighten the Corners
Het volgende album, Wowee Zowee werd grotendeels opgenomen bij Easley Recording in Memphis, Tennessee, waar sommige leden van de band eerder hadden gewerkt aan de debuutplaat van Silver Jews. Het album laat een meer experimentele kant van de band horen en markeert een terugkeer naar het rammelende en de onvoorspelbaarheid van hun vroege opnamen. Het eclectische dubbelalbum gidst je in 18 nummers door een breed scala aan stijlen, waaronder punkrock, country, ballads en noise. Vaak worden conventionele songstructuren vermeden terwijl de teksten humoristische en cryptische thema's verkennen. Wowee Zowee is met bijna een uur het langste studioalbum van Pavement en vult drie kanten van een dubbele vinylplaat. Kant vier werd blanco gelaten. Op de dvd Slow Century schreef Malkmus zijn vreemde keuze van singles toe aan het roken van marihuana: "Ik rookte toen veel wiet, maar voor mij klonken ze als hits". De plaat werd uitgebracht op 11 april 1995. Hoewel Malkmus in recente interviews heeft gezegd dat het album de laatste "klassieke Pavement plaat" is, heeft Kannberg spijt betuigd over Wowee Zowee. "We hebben wat fouten gemaakt op die plaat... we werden onder druk gezet om een plaat sneller uit te brengen dan we er klaar voor waren. Ik bedoel, ik ben helemaal weg van de plaat. Als we nog zes maanden de tijd hadden gehad om erover na te denken, was het heel anders geweest." Voor het eerst kwamen er gemengde reacties van de pers maar door de jaren is de waardering voor de moeilijk te verteren dubbelaar toegenomen. Het album is het enige waarover een boek verscheen. De schilder Steve Keene, die met Malkmus en Nastanovich dj was geweest op collegeradiostation WTJU, ontwierp de albumcover.
Tijdens de tournee voor het album werkte de band vaak zonder vooraf opgestelde setlist en kozen ze voor uitgerekte jams in plaats van hitsingles. In 1995 tourden ze ditmaal wel mee met het rondreizende Lollapalooza festival, waar ze het hoofdpodium deelden met Sonic Youth, Hole, Cypress Hill, Sinead O'Connor, Elastica, Moby, Beck, The Jesus Lizard en The Mighty Mighty Bosstones. Hoewel ze nu al voor een derde album op tournee waren was Pavement nog relatief onbekend bij een hoog percentage van het grote publiek en dus moesten ze op elke avond van de tournee moeizaam een publiek voor zich proberen te winnen dat liever naar een andere band zou willen staan luisteren. Op de meeste avonden lukte dit tegen het einde van hun set wel, maar op 3 augustus in Charles Town, West Virginia kwamen ze voor een publiek te staan dat totaal niets van hun rommelige set moest weten en waarvan de vijandigheid bij elk nummer toenam. Op beelden van Slow Century is te zien hoe de band op een bepaald moment werd bekogeld met modder en stenen.
Wowee Zowee werd begin januari 1996 gevolgd door de ep Pacific Trim, ook wel Give It a Day genoemd. Deze werd opgenomen door enkel Malkmus en de 2 drummers, Bob Nastanovich en Steve West. De studiotijd was oorspronkelijk gereserveerd voor een Silver Jews opname, maar tijdens de opname liep frontman David Berman gefrustreerd weg. Het trio besloot dan maar de betaalde opnametijd te gebruiken om een Pavement-ep op te nemen.
In juni 1996 speelde Pavement op het Tibetan Freedom Concert-festival in Golden Gate Park in San Francisco, samen met Beastie Boys, Sonic Youth, Beck, De La Soul, Björk, A Tribe Called Quest, Foo Fighters, Fugees, Smashing Pumpkins, Richie Havens, John Lee Hooker, Red Hot Chili Peppers, Cibo Matto, Biz Markie, Buddy Guy, Chaksam-pa, Rage Against The Machine, The Skatalites en Yoko Ono.
Het vierde album Brighten the Corners werd opgenomen van 15 tot 30 juni 1996 door Mitch Easter en Bryce Goggin in Easter's Drive-In Studio in Winston-Salem, North Carolina. Easter was bekend als producer van de eerste ep's en albums van R.E.M. en als frontman van de band Let's Active. Bryce Goggin die ook al Crooked Rain, Crooked Rain had gemixt deed ook hier samen met de band de mixing. Bij de opnamesessies werd er veel geëdit en de band nam vaak verschillende takes van hetzelfde nummer op voordat er beslist werd welke genomen werd. De zang werd apart opgenomen in New York. Het was een kortere, meer toegankelijke plaat dan voorganger Wowee Zowee, enigszins een terugkeer naar de Crooked Rain-sound. Malkmus zei op de dvd Slow Century dat het album een poging was om het publiek te laten horen dat Pavement meer mainstream en classic rockinvloeden had dan het eerder had getoond. De plaat kwam uit op 11 februari 1997. Voor het Verenigd Koninkrijk was dit voor het eerst op Domino Records. Het album bevatte twee van de bekendste singles van de band, Stereo en Shady Lane. De titel was een verwijzing naar Brighten The Corner Where You Are, een gospelhymne geschreven door Homer Rodeheaver begin 1900. Het was het eerste Pavement album sinds Slanted and Enchanted dat opnieuw een lyric sheet bevatte en het verkocht beter dan zijn voorgangers. Ondanks het toegenomen succes bleef de focus van de band echter gefragmenteerd, met leden die zich tevens richtten op andere muzikale projecten en op het starten van gezinnen.

### 1998–2000:Terror Twilighten het uit elkaar gaan
In Juni 1998 begon Pavement te werken aan wat hun laatste album zou blijken, Terror Twilight. De band was oorspronkelijk van plan om Terror Twilight zelf te produceren in de Jackpot! Studio in Portland, Oregon. Het vorderde echter niet omdat Malkmus, Ibold, Nastanovich, en Jackpot!-werknemer en tevens toekomstig Stephen Malkmus and the Jicks- bassiste Joanna Bolme meestal verkozen om Scrabble te spelen. Vooral Scott Kannberg was gefrustreerd over de sessies en dan hoofdzakelijk over de weigering van Malkmus om Kannbergs songs op het album te zetten. Het door het publiek geliefde For Sale: The Preston School of Industry en nog een ander door Kannberg geschreven nummer werden tijdens de sessies kort uitgewerkt, maar niet opgenomen.
Nigel Godrich, bekend van zijn werk met Radiohead en Beck, werd ingehuurd om te produceren. Hij wilde een album maken dat "mensen zou bereiken die waren afgeschrikt door de prachtige slordigheid van andere Pavement-platen". De groep begon te werken in de studio van Sonic Youth in Manhattan, New York. Godrich vond de studio echter beperkend, dus verhuisden ze naar de RPM Studios vlak bij Washington Square Park. Volgens Nastanovich had Godrich moeite met de nonchalante aanpak van de band, en vroeg hij hen om meer takes dan ze gewend waren. Hoewel Nastanovich zei dat Godrich een "aanzienlijke uitdaging" aanging en "het goed deed", had hij het gevoel dat hij alleen een band had met Malkmus en de andere bandleden negeerde; Nastanovich realiseerde zich na enkele dagen dat Godrich zijn naam niet eens kende. Scott Kannberg was ongelukkig dat Malkmus niet geïnteresseerd was in het werken aan de nummers die hij had geschreven, en zei dat het de moeilijkste Pavement-plaat was om te maken. Het was ook de eerste plaat sinds Crooked Rain, Crooked Rain waarop Steve West niet op elk nummer drumde. Voor twee nummers werd hij vervangen door Dominic Murcott. Verder speelde Johnny Greenwood van Radiohead harmonica op twee nummers.
Tussen de opnamesessies, die tussen juni en december plaatsvonden, speelde Malkmus twee soloshows in Californië, op 12 en 13 augustus 1998, waarbij hij veel van de nummers van het nog te verschijnen Terror Twilight speelde.
Op 8 juni 1999 kwam de plaat uit. Er volgden unaniem positieve recensies. In heel wat recensies werd vermeld dat men had vastgesteld dat er geen nummers van Kannberg op stonden. De titel werd gekozen door Bob Nastanovich en verwijst naar de "verraderlijke rijomstandigheden tijdens de korte tijdspanne tussen zonsondergang en schemering omdat dan de helft van de mensen de koplampen aanzet, en de andere helft niet. Dan gebeuren de meeste ongelukken."
Pavement bracht daarna nog een laatste ep uit, Major Leagues. Deze bevat naast drie nummers van Malkmus wel twee nummers van Spiral Stairs (Scott Kannberg), die werden opgenomen in Gary Young's Louder Than You Think-studio. Verder twee covers: The Killing Moon van Echo & the Bunnymen en The Classical van The Fall. Pavement begon hierna aan een zes maanden durende wereldtournee voor Terror Twilight, gedurende dewelke de relaties binnen de groep verslechterden, vooral tussen Malkmus en de andere leden. Na hun show op het Coachella Festival in oktober 1999, vertelde Malkmus zijn bandleden dat hij niet verder wilde. Tijdens het laatste concert van de tournee, in de Brixton Academy in Londen op 20 november 1999, had Malkmus een paar handboeien aan zijn microfoonstandaard bevestigd en vertelde hij het publiek: "Deze symboliseren hoe het is om al die jaren in een band te zitten." Ongeveer twee weken later vertelde een woordvoerder van hun platenlabel aan het muziekblad NME dat Pavement zich "voor de nabije toekomst had teruggetrokken".
Midden 2000 belde Malkmus Kannberg en zei hem: "Je moet de website veranderen en zeggen dat we geen band meer zijn. Mensen blijven me vragen of we uit elkaar gaan en je weet dat we geen band meer zijn, toch?" Kannberg vertelde Malkmus dat hij de andere leden van de band moest bellen om hen te informeren dat de band definitief uit elkaar ging, maar Malkmus weigerde en Kannberg werd belast met de taak hen te informeren. West zei dat hij nooit een telefoontje over de breuk had ontvangen van iemand van de band, en dus via het internet ontdekte dat Pavement uit elkaar was. Nastanovich zei later dat "er te veel uitputting was voor hevige emoties".
Een reden voor de split die later nog te boven kwam was dat Stephen Malkmus zich beperkt zou hebben gevoeld door de beperkte technische muziekskills van de andere leden.

### 2010: Eerste reünie

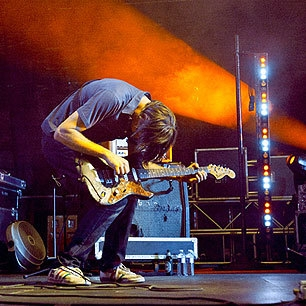
Stephen Malkmus in concert met Pavement in 2010

Op 15 september 2009 meldde de website Brooklyn Vegan dat Pavement vanaf 21 september 2010 meerdere benefietvoorstellingen zou geven in Central Park in New York. Officiële verklaringen van de band en hun platenlabel kwamen er op 17 september 2009 en deze bevestigden de reünie. De aankondiging omvatte een concert in Central Park en de belofte van een tournee, maar zei dat de reünie wellicht slechts een eenmalige gebeurtenis zou zijn. Er stond: "Gelieve er rekening mee te houden dat deze tournee geen voorbode is van een permanente reünie." Tickets voor het eerste Central Park concert waren binnen twee minuten uitverkocht, wat leidde tot de aankondiging van nog drie shows op dezelfde locatie. De band bevestigde later een wereldwijde tournee die begon in Auckland, Nieuw-Zeeland, op 1 maart in de Auckland Town Hall, alvorens naar Australië te gaan. Vervolgens ging het richting het Verenigd Koninkrijk, waaronder het All Tomorrow's Parties festival in Minehead, Somerset (14 - 16 mei), dat door hen werd samengesteld, en dan volgden verschillende Europese shows. Ze traden ook op tijdens het Coachella Valley Music and Arts Festival in april 2010, de Sasquatch! en Primavera Sound Festivals in mei, NOS Primavera Sound Porto en het Toronto Island Concert (met Broken Social Scene, Band Of Horses, Beach House en Timber Timbre) in juni en Open'er Festival, Roskilde Festival, Les Ardentes en Pitchfork Music Festival in juli.
De band bracht in maart 2010 een "best-of" compilatiealbum uit, getiteld Quarantine the Past: The Best of Pavement. Op 24 juni 2010 trad Pavement op in het Bob Hope Theatre in Stockton, hun allereerste optreden in hun eigen stad. In de encore voegde originele drummer Gary Young zich bij de band, waarbij ze drie nummers van Slanted and Enchanted speelden. Ook de volgende avond in The Greek Theater in Berkeley voegde Young zich gedurende zes nummers bij de band.
In september 2010 speelde Pavement in The Colbert Report en Late Night with Jimmy Fallon. Na het afsluiten van de reguliere optredens van hun Amerikaanse tournee in de Hollywood Bowl op 30 september, speelde de band de volgende avond in Las Vegas in het Palms Casino als onderdeel van het Matador At 21 festival. Tijdens hun set schopte Scott Kannberg tegen zijn monitor en sloeg zijn gitaar tegen zijn versterker uit frustratie dat hij zichzelf niet kon horen tijdens het optreden. Tijdschrift NME merkte op dat er een "ijzige sfeer op het podium" was. De band deed ten slotte nog twee Zuid-Amerikaanse shows in november 2010.
Kannberg voegde zich bij Malkmus and The Jicks op het podium van het El Rey Theater in Los Angeles op 28 maart 2014, waar ze als bisnummer het Pavement-nummer Stereo brachten. Op 1 en 2 oktober 2016 traden Malkmus and The Jicks op tijdens de viering van de 50e verjaardag van Spiral Stairs in de Chapel in San Francisco. Op de eerste avond voegde Kannberg zich bij Malkmus and The Jicks voor vier nummers. De volgende avond speelde Kannberg nog drie nummers met de groep, ditmaal ook samen met Gary Young tijdens de laatste twee nummers.

### 2022–heden: Tweede reünie
Op 1 juni 2019 kondigde Pavement aan dat ze in 2020 zouden herenigen om twee 30 jaar-jubileumshows te geven op de Primavera Sound festivals in Barcelona en Porto. Als gevolg van de COVID-19 pandemie werden deze festivals echter afgelast en de optredens werden opnieuw gepland en aangekondigd als onderdeel van de line-up van Primavera Sound 2021. In maart 2021 werd het festival opnieuw voor een jaar uitgesteld. In september 2021 kondigde Pavement voor eind 2022 een Europese tournee aan, hun eerste in 12 jaar. Daaropvolgend werd op 2 november 2021 een Noord-Amerikaanse tournee aangekondigd. Pavement sloot het spelen van nieuwe nummers niet uit, maar zei dat ze niet geïnteresseerd waren in opnames.
Ter ere van het 30-jarig bestaan van Slanted and Enchanted werd in 2022 een replica van de promocassette met een vroege versie van het album uitgebracht. De promocassette werd destijds door de band verstuurd naar platenlabels. Matador Records bracht de replica uit onder de naam Courting Shutdown Offers. De volgorde van de nummers was anders en sommige nummers hadden een andere titel gekregen.
Naar de start van hun tournee in 2022 toe werkte Pavement samen met de bakkerij Rudy's Strudel en de Current Year Records and Tapes in Parma, Ohio, om vijf smaken pierogi te bedenken, gebaseerd op hun 5 albums.
Op 23 mei 2022 speelde de band hun eerste show sinds 2010 voor een uitverkochte menigte in het Fonda Theatre in Los Angeles. In juni speelde de band op de Primavera Sound festivals in zowel Barcelona als Porto. Voor de tournee werd Pavement vergezeld door de toetsenist en achtergrondzangeres Rebecca Cole, een voormalig lid van The Minders en Wild Flag. Nastanovich zei dat Cole hen meer veelzijdigheid gaf en hen in staat stelde nummers te spelen die ze nog niet eerder live hadden uitgevoerd.
Het Parma for Pavement International Committee hield op 19 augustus 2022 een introductieceremonie in Parma's Schnitz Ale Brewery, waar Nastanovich en Michael Stutz van Current Year platen speelden tijdens een benefietshow voor Parma-senioren. Het evenement, dat wordt beschouwd als een van de meest memorabele, unieke muziekevenementen in de regio Cleveland, bracht duizenden dollars op voor het goede doel. Het was het eerste evenement van de Parma for Pavement-organisatie, die als doel heeft de band een openluchtshow te laten spelen op Byers Field, een lokaal voetbalstadion waar in de vroege jaren zeventig artiesten als Peter Frampton speelden.
De band begon hun Noord-Amerikaanse tournee in het Balboa Theater op 7 september 2022, gevolgd door concerten in 12 Amerikaanse staten en Canada, eindigend met Austin City Limits in Texas op 11 oktober. Gelijktijdig met hun vierdaagse optreden in het Kings Theatre in New York werd een pop-up museum gelanceerd genaamd "Pavements 1933-2022: A Pavement Museum" waar echte en valse memorabilia uit de lange carrière van de band werden getoond. Er traden ook verschillende bands op die Pavement-nummers coverden, zoals Snail Mail, Soccer Mommy, Bully en Speedy Ortiz. Na de wereldwijde tournee zal het museum permanent worden geïnstalleerd in Stockton in California.
Op 17 oktober begon dan hun Europese tournee in de O2 Academy in Leeds, Engeland, waar vervolgens na de tour in Engeland de landen Schotland, Frankrijk, Denemarken, Noorwegen, Zweden, Duitsland, België, Nederland en Ierland werden aangedaan. De laatste Europese show was op 11 november in Vicar Street in Dublin, Ierland.
De groep tourde vervolgens begin 2023 nog in Japan, Australië en Nieuw-Zeeland. Over nieuw materiaal merkte Kannberg op: "Je kunt nooit nooit zeggen. We kunnen allemaal nog steeds spelen, weet je? We soundcheckten de meeste avonden op deze tour en als we bij elkaar kwamen, jamden we veel. We verzonnen niet echt nieuwe nummers, maar we maakten de oude nummers een beetje anders, een beetje "jammier" en spacier. Dus, dat was leuk. Je weet maar nooit. Het kan zijn dat we een keer een aanbod krijgen om iets te doen en dat we allemaal zeggen: 'Laten we iets proberen.'"
Gary Young, de originele drummer, overleed op 17 augustus 2023 op 70-jarige leeftijd. Een documentaire over zijn leven, genaamd naar zijn studio Louder Than You Think was eerder in het jaar in première gegaan op het South by Southwest festival in Austin, Texas.
Pavement speelde in de loop van 2023 nog op festivals in Salt Lake City, Bilbao, Macclesfield en Galway en deed ook vier zaaloptredens in Reykjavik. Eind 2023 volgden festivalshows en enkele optredens in Amerika. Voor 2024 staan er shows in Zuid-Amerika (in Chili, Argentinië, Uruguay en Brazilië) gepland.
In april 2024 werd het nummer Harness Your Hopes van Terror Twilight (1999) een virale hit op TikTok, nadat het nummer in 2020 ook al viraal ging op het platform. In juli werd de limited edition boxset Cautionary Tales: Jukebox Classiques met alle 7"-singles van tussen 1989 en 1999 uitgebracht.
Eind Augustus 2024 verschijnt een hybride biopic en documentaire over Pavement genaamd Pavements. Deze film van Alex Ross Perry gaat in première op het filmfestival van Venetië.
Rond de vertoning van de film op het New York Film Festival speelde Pavement op 1 oktober 2024 een show in de New York City Sony Hall die volgens Nastanovich voor lange tijd de laatste show van de band zal zijn.
Een nieuwe supergroep met Stephen Malkmus, The Hard Quartet, bracht hun titelloze debuutalbum uit op 4 oktober 2024. Tijdens het promoten van dit album zei Malkmus dat hij open zou staan voor het opnemen van een zesde Pavement album maar dat ze "er gewoon niet aan toe zijn gekomen" tijdens de reünietour van 2022-2024. Hoewel hij tijdens de eerste reünie en aan het begin van de tweede reünie benadrukte dat er geen nieuw materiaal zou worden uitgebracht, staat hij nu niet meer afwijzend tegenover het idee, op voorwaarde dat alles klopt.
In december 2024 onthulde Scott Kannberg dat er een nieuwe Pavement-nummer zal verschijnen op de soundtrack van de film Pavements, wat hun eerste nieuwe materiaal in meer dan vijfentwintig jaar betekent.
Ter promotie van de film trad Pavement op 15 mei 2025 op in The Late Show With Stephen Colbert. Daar speelden ze hun onverwachte streaminghit Harness Your Hopes, waarmee ze voor het eerst sinds 2010 weer op televisie verschenen. Op dezelfde dag werd meer onthuld over de bijbehorende soundtrack. Het album, dat 41 nummers telt, bevat talrijke live- en repetitieopnamen van Pavement's tweede reünietournee, evenals  de eerste nieuwe Pavement-opname sinds 1998, die een cover van “Witchitai-To” van Everything is Everything blijkt te zijn. Naast muziek wordt het album aangevuld met dialoogfragmenten en opnames van de cast van de bizarre "Slanted! Enchanted!" musical uit de film. Het album verschijnt op 30 mei 2025.
Eind mei werd bekendgemaakt dat Pavement op 28 september 2025 op het Levitation festival in Austin, Texas speelt. Scott Kannberg liet in mei ook verstaan dat nog meerdere optredens zullen volgen.

## Muzikale stijl
Pavement was een van de grote spelers van de 90s college- en indierock. Hun experimenteerdrang beïnvloedde toen en nu nog steeds talloze "indie (muziek)"-bands. Ze werden destijds beschouwd als belangrijke speler in de "slacker"-cultuur van de jaren negentig. Malkmus' soms humoristische en vaak cryptische en geheimzinnige teksten waren een belangrijke factor in het verwerven van hun cultstatus.
De eerste releases, later gebundeld in het album Westing (By Musket and Sextant), mengden noise en punk met melodieuze lo-fi pop (van low fidelity; muziek gemaakt met rudimentaire opnameapparatuur zoals een viersporenrecorder). Slanted and Enchanted liet het noise-gedeelte gedeeltelijk achter zich en onthulde hun eerste geheimzinnige hymnes (anthems) van de slacker-subcultuur. Deels postpunk, deels collegerock, deels pop, met invloeden van The Fall, The Velvet Underground, My Bloody Valentine, Dinosaur Jr. en Swell Maps.
Toen Steve West de drums overnam, werden de nummers over het algemeen wat trager en wat minder postpunk. De band wilde dat elke plaat anders klonk en experimenteerde met meerdere invloeden in hun sound, gaande van classic rock, country en folk tot jazz.
Pavement stond live bekend om hun gebruik van een hypeman, iets wat gewoonlijk in hiphopgroepen voorkomt. Bob Nastanovich vervulde die rol, hoewel hij de term zelf verafschuwde. Nastanovich fungeerde naast achtergrondzanger ook als tweede drummer tijdens hun live-optredens. Ook dit maakte hun sound apart. Sinds Nastanovich de livebezetting vervoegde speelde Pavement maar één optreden zonder hem. Dit was in Perron 55 in Venlo in 1994.
De woonafstand van de bandleden tot elkaar was altijd een zekere uitdaging. Vanaf het moment dat men begon te touren, woonden verschillende leden aan weerszijden van de Verenigde Staten. Eind jaren 90 woonden alle vijf de leden zelfs in verschillende staten, verspreid over het hele land. Om samen te komen moest er heel wat gereisd worden. Er werd dan ook nooit veel gerepeteerd. Men kwam hoofdzakelijk samen om op te nemen en te touren. Scott Kannberg bepaalde de volgorde van de nummers op alle Pavement-albums behalve Wowee Zowee. Die werd door Malkmus opgesteld.
Pavement had het grootste deel van hun bestaan een vaste Nederlandse geluidstechnicus, Remko Schouten. In het nummer 1% of One, afkomstig van The Jigs' album Pig Lib (2003), verwijst Malkmus naar hem met de regel "The band became a picture frame surrounding the vision he dreamt".

## Invloeden
De eerste releases van Pavement waren beïnvloed door obscure DIY-punk en postpunk van groepen als Chrome, Swell Maps, Television Personalities en The Desperate Bicycles. In een interview met NME liet Malkmus optekenen dat de vroege Pavement een eerbetoon was aan deze bands. In de traditie van helden als Epic Soundtracks en Nikki Sudden (van Swell Maps) en Helios Creed en Damon Edge (van Chrome) identificeerden Malkmus en Kannberg zich op de eerste ep's als S.M. en Spiral Stairs. Stephen Malkmus en Bob Nastanovich waren dj's op de collegeradio WTJU van de universiteit van Virginia waar onder de dj's de Engelse band The Fall verafgood werd. Scott Kannberg werkte terwijl in een platenwinkel in Stockton. Op deze manier kwamen ze in contact met heel veel muziek waaronder erg obscure invloeden.
Toen het melodieuzere Slanted and Enchanted uitkwam, werd naast de invloed van hun favoriete album van The Fall, Grotesque (After The Gramme), ook die van The Velvet Underground en Engelse post-punk van eind jaren zeventig en vroege jaren tachtig duidelijk. Naast The Fall luisterden ze ten tijde van de opname van Slanted and Enchanted ook naar My Bloody Valentine en Dinosaur Jr..
De band heeft verder Sonic Youth, Echo & the Bunnymen, The Replacements en R.E.M. als directe invloeden genoemd. De tekst van hun nummer Unseen Power of The Picket Fence gaat over de vroege R.E.M. en de band coverde Camera van R.E.M. als B-kant van de single Cut Your Hair. Van Echo & the Bunnymen coverden ze The Killing Moon op de ep Major Leagues.
Andere groepen die in interviews nog als invloeden vermeld werden zijn krautrockbands Can en Faust. Malkmus zei jaren aan een stuk voor het slapen gaan naar Ege Bamyasi van Can geluisterd te hebben. Ook de Nieuw-Zeelandse band The Clean (van het Flying Nun-label), Creedence Clearwater Revival en talloze platen op onafhankelijke platenlabels hebben hen beïnvloed.

## Bandleden
Huidige leden
- Stephen Malkmus (S.M.) - lead- en achtergrondzang, gitaar
- Scott Kannberg (Spiral Stairs) - gitaar, achtergrond- en leadzang, basgitaar, keyboards
- Mark Ibold - basgitaar, achtergrondzang
- Bob Nastanovich - percussie, synthesizers, achtergrond- en leadzang
- Steve West - drums, percussie

Huidige tourmuzikanten
- Rebecca Cole – keyboards, percussie, achtergrondzang[84]

Voormalige leden
- Gary Young - drums (overleden 2023)
- Jason Fawkes - drums

Voormalige tourmuzikanten
- Rob Chamberlin – gitaar[85]

## Discografie
Albums
- 1992 - Slanted and Enchanted
- 1994 - Crooked Rain, Crooked Rain
- 1995 - Wowee Zowee
- 1997 - Brighten the Corners
- 1999 - Terror Twilight

Singles, ep's, 10"
- 1989 - Slay Tracks (1933-1969) (7"-ep)
- 1990 - Demolition Plot J-7 (7"-ep)
- 1991 - Perfect Sound Forever (10"-ep)
- 1991 - Summer Babe (7"-ep)
- 1991 - My First Mine (split flexi 7" met Fluff)
- 1992 - Trigger Cut Plus Two (7"/cd-single/12")
- 1992 - Watery, Domestic (12"-ep/cd-ep)
- 1994 - Cut Your Hair (7"/cd-single/12")
- 1994 - Haunt You Down/Jam Kids (7") (limited gratis 7" bij Crooked Rain, Crooked Rain)
- 1994 - Gold Soundz (7"/cd-ep/12")
- 1994 - Range Life (7"/cd-single/12")
- 1994 - Dancing with The Elders (split 7" met Medusa Cyclone)
- 1995 - Rattled By La Rush (7"/cd-ep/12")
- 1995 - Father To A Sister of Thought (7"/cd-single/12")
- 1995 - Pacific Trim a.k.a. Give It A Day (7"-ep/cd-ep)
- 1997 - Stereo (7"/cd-single)
- 1997 - Shady Lane (7"/cd-ep)
- 1999 - Carrot Rope (7"/cd-single1/cd-single2)
- 1999 - Spit On A Stranger (7"/cd-ep)
- 1999 - Major Leagues (cd-ep)

Compilaties
- 1993 - Westing (By Musket and Sextant)
- 2010 - Quarantine The Past: The Best of Pavement
- 2015 - The Secret History, Volume 1 (1990-1992)

Reissues
- 2002 - Slanted and Enchanted: Luxe & Reduxe
- 2004 - Crooked Rain, Crooked Rain: L.A.'s Desert Origin
- 2006 - Wowee Zowee: Sordid Sentinels Edition
- 2008 - Brighten the Corners: Nicene Creedence Edition
- 2022 - Terror Twilight: Farewell Horizontal
- 2024 - Cautionary Tales: Jukebox Classiques (7" boxset)

## Andere media
De band verscheen in 1997 in een aflevering van Space Ghost Coast to Coast, getiteld "Pavement", waar zij voor The Beatles werden aangezien en twee exclusief voor de show gemaakte nummers speelden. Deze nummers werden later opgenomen op de deluxe heruitgave van Brighten the Corners.
Op 22 oktober 2002 werd de dubbel-dvd Slow Century uitgebracht. Deze combineerde een 60 minuten durende documentaire van Lance Bangs met alle muziekvideo's van de band en enkele optredens. De dubbel-dvd bevat uitgebreid beeldmateriaal, zowel professioneel gefilmd als opgenomen door fans op camcorders, en dit vanaf de eerste shows van de band in 1989. De documentaire eindigt met de drie laatste nummers van het laatste concert voor de split, opgenomen op 20 november 1999 in de Brixton Academy (Stop Breathin’, Conduit for Sale en Here). Op de dubbel-dvd staat verder ook nog een verborgen clip van dezelfde show, waarin Malkmus praat over hoe de handboeien die aan zijn microfoonstandaard zijn bevestigd "weergeven hoe het is om al die jaren in een band te zitten." De tweede schijf bestaat volledig uit live beelden, met een volledig concert uit Seattle, Washington (14 juli 1999) en hoogtepunten van de voorlaatste show van de groep in Manchester, Engeland (19 november 1999).
In 2004 verscheen Perfect Sound Forever: The Story of Pavement, een biografie over de band geschreven door Rob Jovanovic. Recensies voor het boek waren gemengd, waarbij sommigen zeiden dat het veel van dezelfde informatie bevatte als de dvd Slow Century en het boek er aldus weinig aan toevoegde, terwijl anderen het een "dierbare terugblik" noemden.
Cut Your Hair werd in december 2009 aangeboden als downloadbare inhoud voor Guitar Hero 5.
In 2010 verscheen Wowee Zowee van Bryan Charles in de reeks 331⁄3-boeken. Deels een geschiedenisles over het ontstaan van het derde album, deels een liefdesverklaring aan het album.
Slanted! Enchanted! A Pavement Musical, een toneelstuk dat bestaat uit liedjes uit de Pavement-discografie en dat een Stephen Malkmus-achtige hoofdpersoon volgt, opende met een beperkt aantal shows off-broadway in december 2022.
Op 13 maart 2023 verscheen een documentaire over Gary Young genaamd naar zijn studio Louder Than You Think met o.a. interviews met Stephen Malkmus, Scott Kannberg and Bob Nastanovich.
Pavements, een hybride biopic en documentaire over Pavement van Alex Ross Perry, gaat in augustus 2024 in première op het filmfestival van Venetië.

## Aanverwante projecten
Stephen Malkmus
- Ectoslavia (pre-Pavement band met o.a. Bob Nastanovich, David Berman (Silver Jews) en James McNew (Yo La Tengo) - midden jaren 80-1989
- Silver Jews - 1992-2009 (Malkmus heeft niet aan alle albums meegewerkt)
- The Crust Brothers (met leden van de groep Silkworm)- 1997-2000
- Kim's Bedroom (met Kim Gordon en Thurston Moore van Sonic Youth, Jim O'Rourke en Ikue Mori) - 1999
- Stephen Malkmus and the Jicks - 2001-2022
- The Hard Quartet (met Matt Sweeney (Chavez, Superwolves), Emmett Kelly (The Cairo Gang, Ty Segall) en Jim White (Dirty Three, Xylouris White) - 2024

Scott Kannberg
- Preston School of Industry - 2000-2004
- Spiral Stairs - 2009-heden

Gary Young
- The Fall Of Christianity - begin jaren 80
- Gary Young (solo) - 1994-2016

Bob Nastanovich
- Ectoslavia (pre-Pavement band met o.a. Stephen Malkmus, David Berman (Silver Jews) en James McNew (Yo La Tengo) - midden jaren 80-1989
- Silver Jews - 1992-2009 (Nastanovich heeft niet aan alle albums meegewerkt)
- The Pale Horse Riders - 1994-1995

Steve West
- Contoocook Line - 1988
- Silver Jews - 1993-2005 (West heeft niet aan alle albums meegewerkt)
- Marble Valley - 1997-2010

Mark Ibold
- Dustdevils - 1989-1990
- Free Kitten (met Kim Gordon (Sonic Youth), Julia Cafritz (Pussy Galore, STP) en Yoshimi P-We (Boredoms)) - 1994-1997
- Sonic Youth - 2006-2011

## Optredens in België
- 07/07/1992: Lintfabriek, Kontich (met Orange Black)
- 08/07/1992: Groovy Times, Merchtem
- 01/12/1992: Brielpoort, Deinze (voorprogramma van Sonic Youth, met Cell)
- 19/03/1994: Vaartkapoen, Molenbeek (met Stereolab)
- 27/08/1994: Pukkelpop, Hasselt
- 11/06/1995: Luna Theater, Brussel (met Mercury Rev, Heather Nova, Dirty Three, Shudder To Think, Blumfeld, Lotion en Crowsdell)
- 13/03/1997: AB, Brussel (met Orange Black)
- 23/08/1997: Pukkelpop, Hasselt
- 14/05/1999: Botanique, Brussel
- 02/07/1999: Rock Werchter, Werchter
- 04/11/1999: AB, Brussel (met Solex)
- 18/05/2010: AB, Brussel (met Quasi)
- 08/07/2010: Les Ardentes, Luik
- 07/11/2022: Koninklijk Circus, Brussel (met Katy J Pearson)

## Optredens in Nederland
- 27/06/1992: Doornroosje, Nijmegen (met Bettie Serveert)
- 28/06/1992: Vera, Groningen
- 29/06/1992: Melkweg, Amsterdam (voorprogramma van The Breeders)
- 02/12/1992: Muziekcentrum Frits Philips, Eindhoven (voorprogramma van Sonic Youth, met Cell)
- 02/03/1994: Melkweg, Amsterdam (met Stereolab)
- 03/03/1994: Vera, Groningen (met Stereolab)
- 17/08/1994: Perron 55, Venlo
- 28/08/1994: Lowlands, Biddinghuizen
- 12/06/1995: Paradiso, Amsterdam (met Mercury Rev, Heather Nova, Dirty Three, Shudder To Think, Blumfeld, Lotion en Crowsdell)
- 14/03/1997: Effenaar, Eindhoven
- 04/04/1997: Paradiso, Amsterdam
- 22/08/1997: Lowlands, Biddinghuizen
- 16/11/1999: 013, Tilburg (met Daryll-Ann)
- 08/05/2010: Paradiso, Amsterdam (met Bettie Serveert)
- 06/07/2010: Doornroosje, Nijmegen (met zZz)
- 08/11/2022: Koninklijk Theater Carré, Amsterdam (met Katy J Pearson)

## Voorprogramma's
Bands en artiesten die het voorprogramma van Pavement speelden zijn: Stereolab, Moonshake, The Pastels, Unrest, David Kilgour, Belly, U.S. Maple, Bettie Serveert, Seaweed, Sic Alps, Steve Gunn, 75 Dollar Bill, Weak Signal, Jacob's Mouse, Lewsberg, Horsegirl, Cell, Th'Faith Healers, Pram, Pivot, Huggy Bear, Pain Teens, Bob Mould, Rollerskate Skinny, Helium, Trumans Water, Babyfat, The 3D's, Bark Psychosis, Blumfeld, AC Acoustics, Experimental Audio Research, Crack Cloud, The Coctails, Evergreen, Guided By Voices, Fur, Dirty Three, Knapsack, Drive Like Jehu, The Abe Lincoln Story, Three Mile Pilot, Driptank, The Apples in Stereo, Polvo, Panel Donor, Lazy, The Pictish Trail, Wolverton Brothers, Velocity Girl, Come, Wilco, Mercury Rev, Know Nothing, dEUS, Silkworm, Spoon, Dumptruck, Eugenius, Ashley Stove, The High Llamas, The Raymond Brake, Mexican Pets, Urusei Yatsura, Hood, The Delgados, Shudder To Think, Royal Trux, The Lonesome Organist, Sea Scouts, Mogwai, Calexico, Calc, Bis, Salako, Gersey, Chris Knox, Pillow Queens, Large Mound, Wooden Shjips, Broken Social Scene, Quasi, HEALTH, Monotonix, Authorities, zZz, Jenny and Johnny, Orange Black, Poison Control Center, No Age, Kurt Vile, Times New Viking, Thee Oh Sees, The White Stripes, The Beets, Archer Prewitt, Richard Dawson, Woven Bones, The Prize, Sonic Youth (in 2010), Film School, Kelley Stoltz, Guerilla Toss, Further, mini Mekons, Solex, The National, Annalibera, Circuit Des Yeux, Water from Your Eyes, O Mighty Isis, Piranha Rama, Bull, The Lovely Eggs, The Bug Club, Beak>, Katy J Pearson, The Ass Ponys, Creeper Lagoon, Hovercraft, Oranger, Mary Timony, Bif, Screamfeeder, Stevie Appleby, Angel Olsen, Jockstrap, 107 Faunos, Frances Gumm, Daryll-Ann, Van Diemans Band & Ensemble Kaboul, Spiderbait, Pond, Bad//Dreems, Rolling Blackouts Coastal Fever, Fother Muckers, Floodlights, Romero, Magic Dirt, Kiwi Jr., Prison, Momma en Garcia Peoples
Tijdens hun eerste reünietour in 2010 stelden ze van 14 tot 16 mei het driedaagse All Tomorrow's Parties-festival in Minehead, Somerset samen. De bands die ze hiervoor kozen waren: The Fall, Faust, Quasi, Endless Boogie, Enablers, Broken Social Scene, Mission of Burma, Calexico, The Raincoats, Fiery Furnaces, The Walkmen, Omar Souleyman, Atlas Sound, Grails, The Drones, Saccharine Trust, The Clean, Wooden Shjips, Sic Alps, Pierced Arrows, Spiral Stairs, Blitzen Trapper, The 3Ds, Marble Valley, The Authorities, Wildbirds & Peacedrums with Voices, Boris, Camera Obscura, Mark Eitzel, Monotonix, The Dodos, Venom P. Stinger, Wax Fang, Tim Chad & Sherry, Horse Guards Parade, Still Flyin', Terry Reid featuring Matt Sweeney, Times New Viking, Avi Buffalo en Surfer Blood.